# ماتیاس استوم
ماتیاس استوم (هلندی: Matthias Stom؛ ‏ حوالی ۱۶۰۰ – پس از ۱۶۵۲) نقاش هلندی (یا شاید فلاندری) بود که باب آثاری که در دورالن اقامتش در ایتالیا خلق کرد، شناخته می‌شود. او تحت تأثیر آثار پیروان غیر ایتالیایی کاراواجو واقع شد؛ به ویژه هنرمندان هلندی موسوم به کاراواجیست‌های اوترخت و همچنین جوزپه د ریبرا و پیتر پل روبنس.
او سلایق دیگر کاراواجیست‌های شمالی برای بازنمایی صحنه‌های طنز و گاهی پرزرق و برق و تمثیل‌های تزئینی پر جزئیات و دقیق را نداشت، اما در عوض به داستان‌ها و روایات کتاب مقدس علاقه داشت. او در مکان‌های مختلفی در ایتالیا کار کرد، جایی که از حمایت نهادهای مذهبی و همچنین اعضای برجسته طبقهٔ اشراف برخوردار بود.
در گذشته معمولاً از این هنرمند به عنوان «استومر» یاد می‌شد، اما اکنون اعتقاد بر این است که نام‌خانوادگی واقعی او «استوم» بوده‌است، چرا که او، از این نام به عنوان امضای خود استفاده کرده‌است. همچنین پیش‌تر گفته می‌شد که نام او "Stom" که در زبان هلندی به معنای "گنگ و ناقص" است، لقب و نام مستعاری بوده که به این هنرمند داده بودند؛ با این تصور که او از نوعی نقص و ناتوانی رنج می‌برد. با این حال، هیچ مدرکی برای این فرضیه وجود ندارد.

## نگارخانه

آثار برگزیده
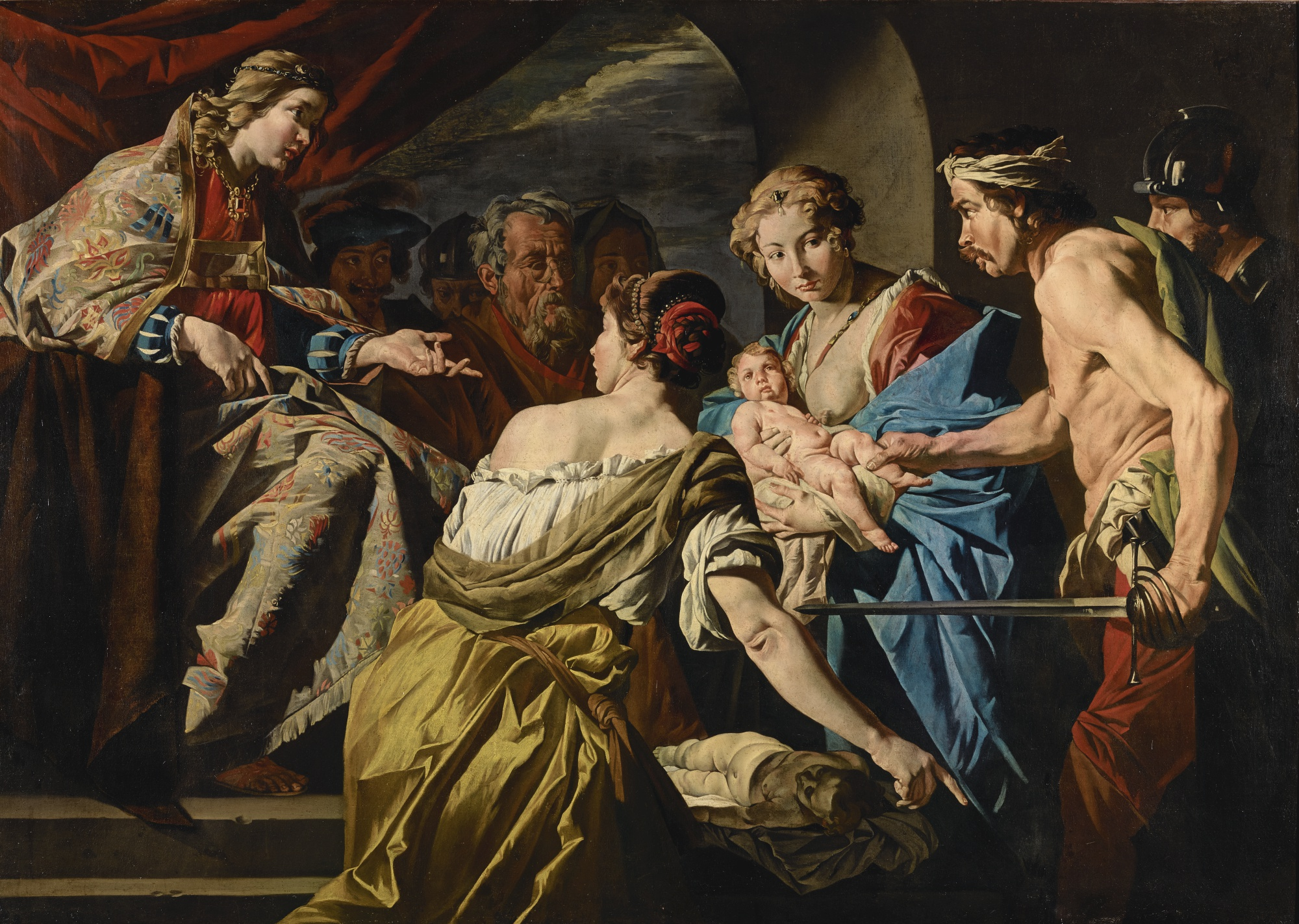
قضاوت سلیمان
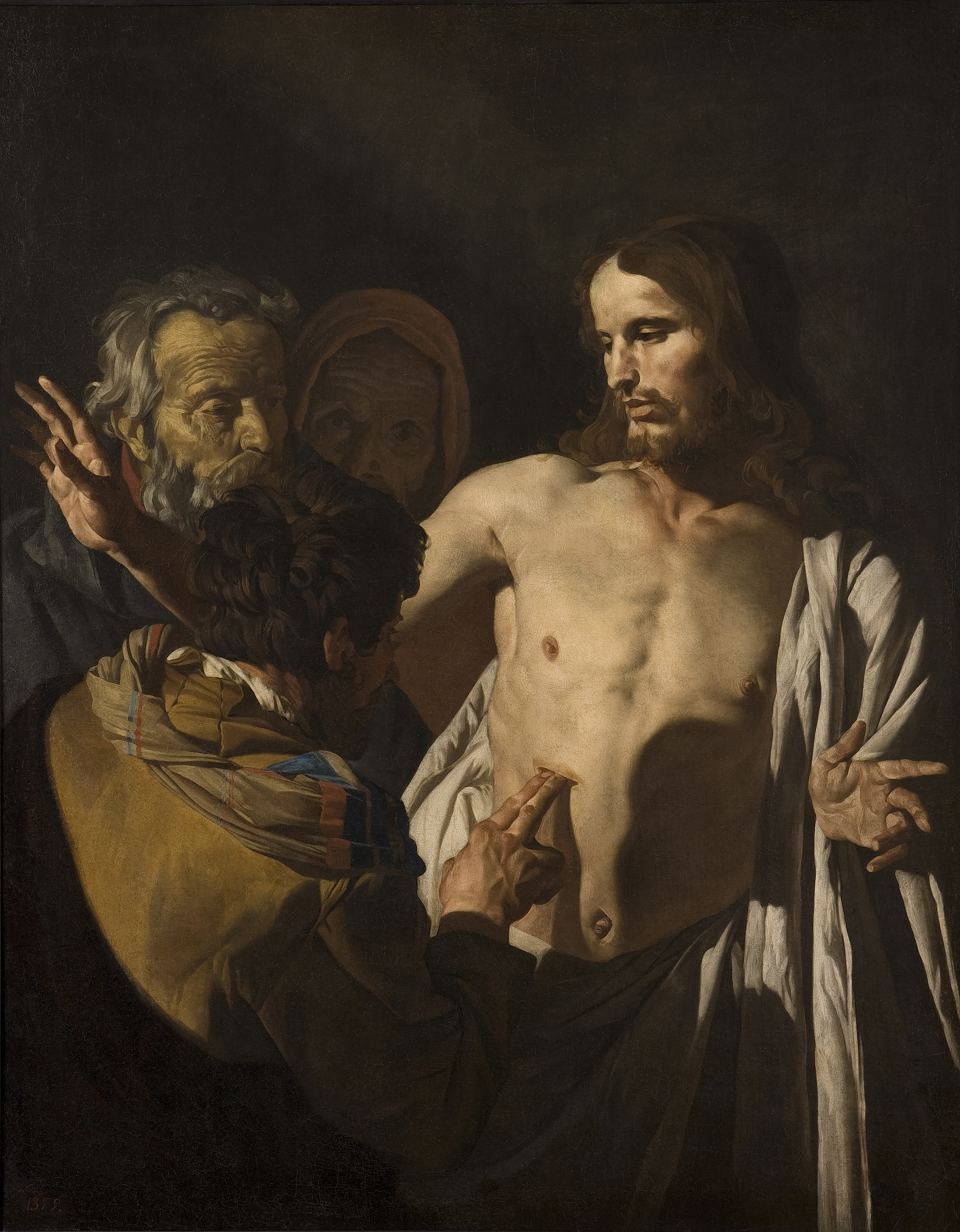
تومای شکاک
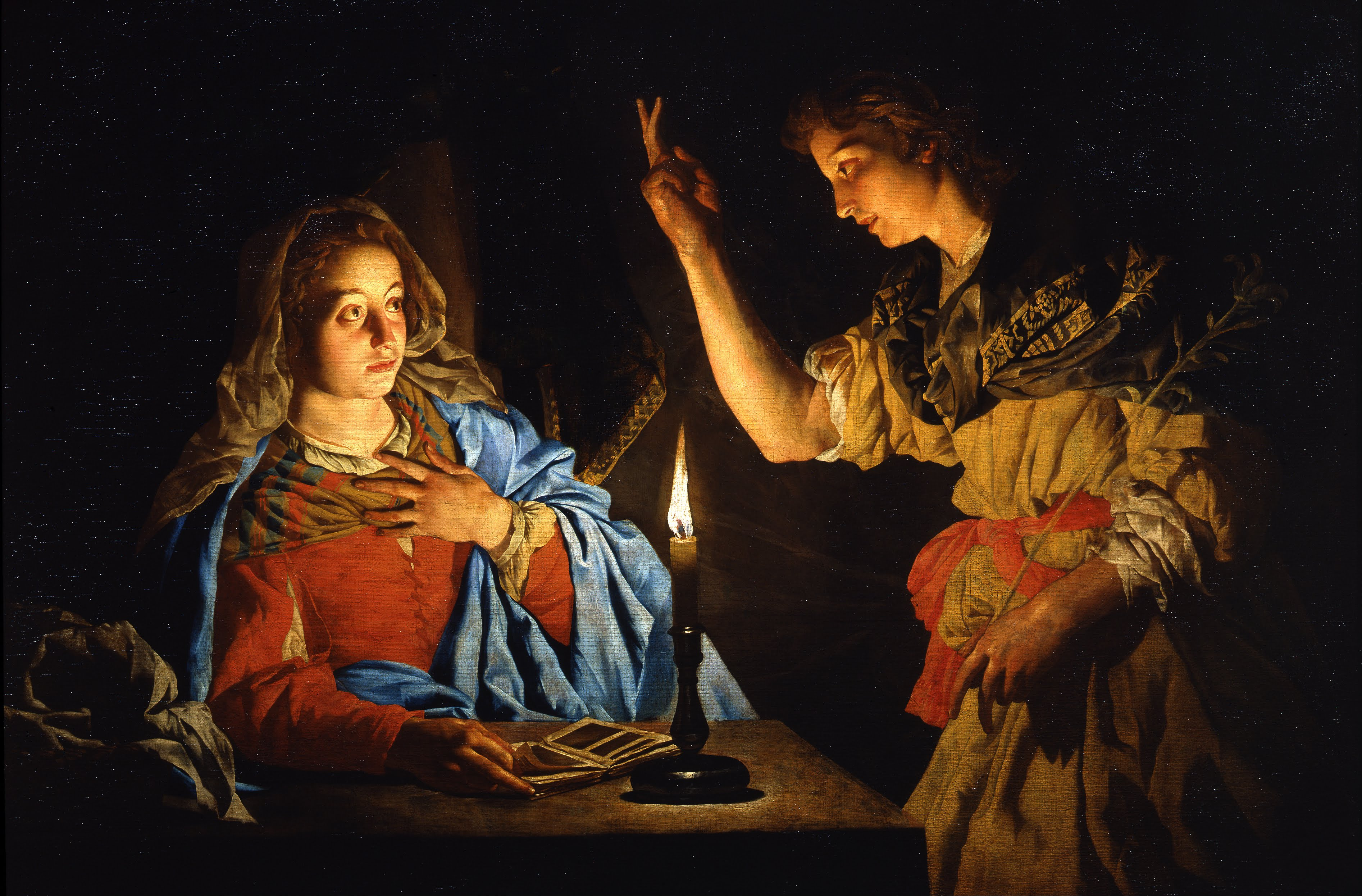
بشارت
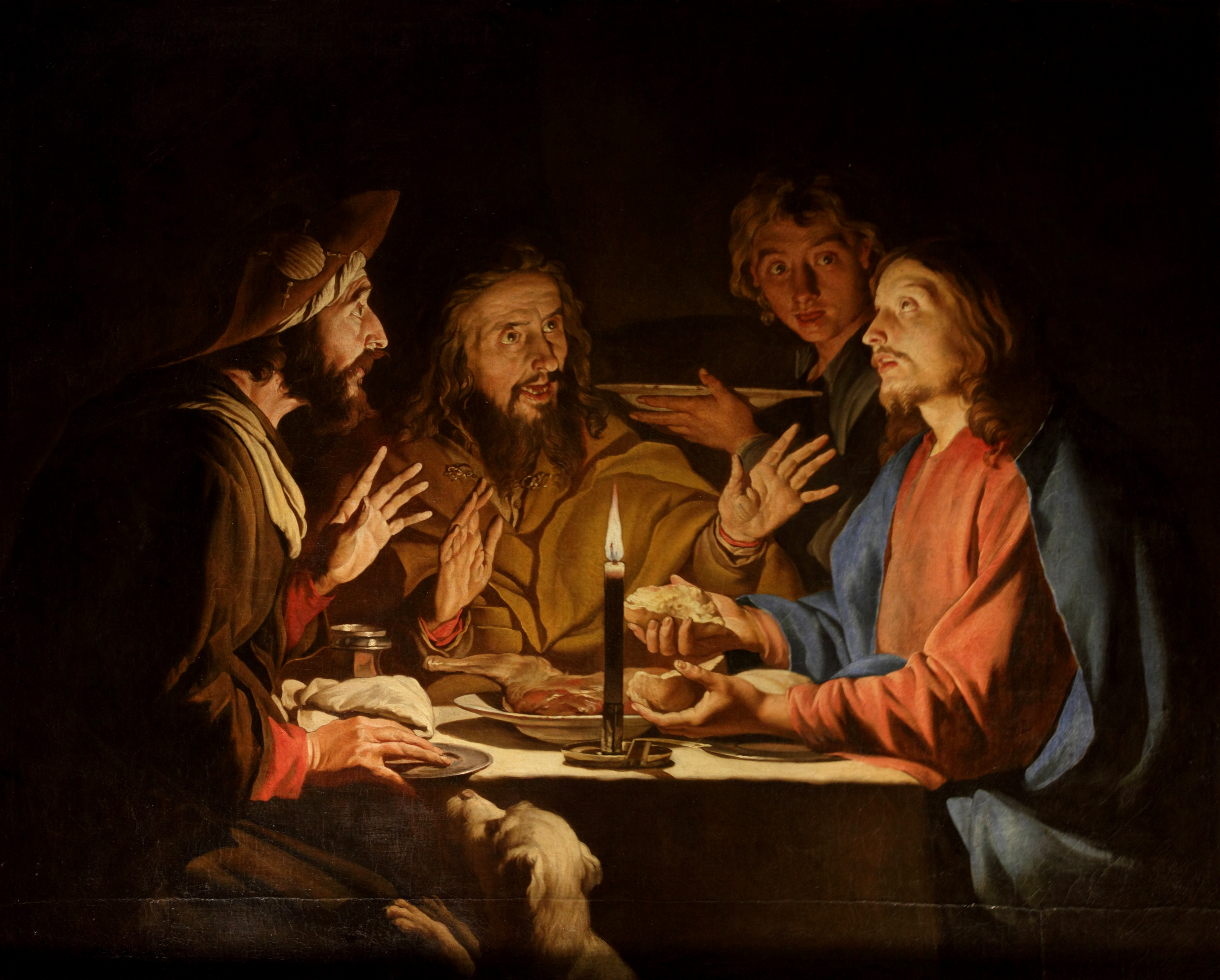
شام عمواس
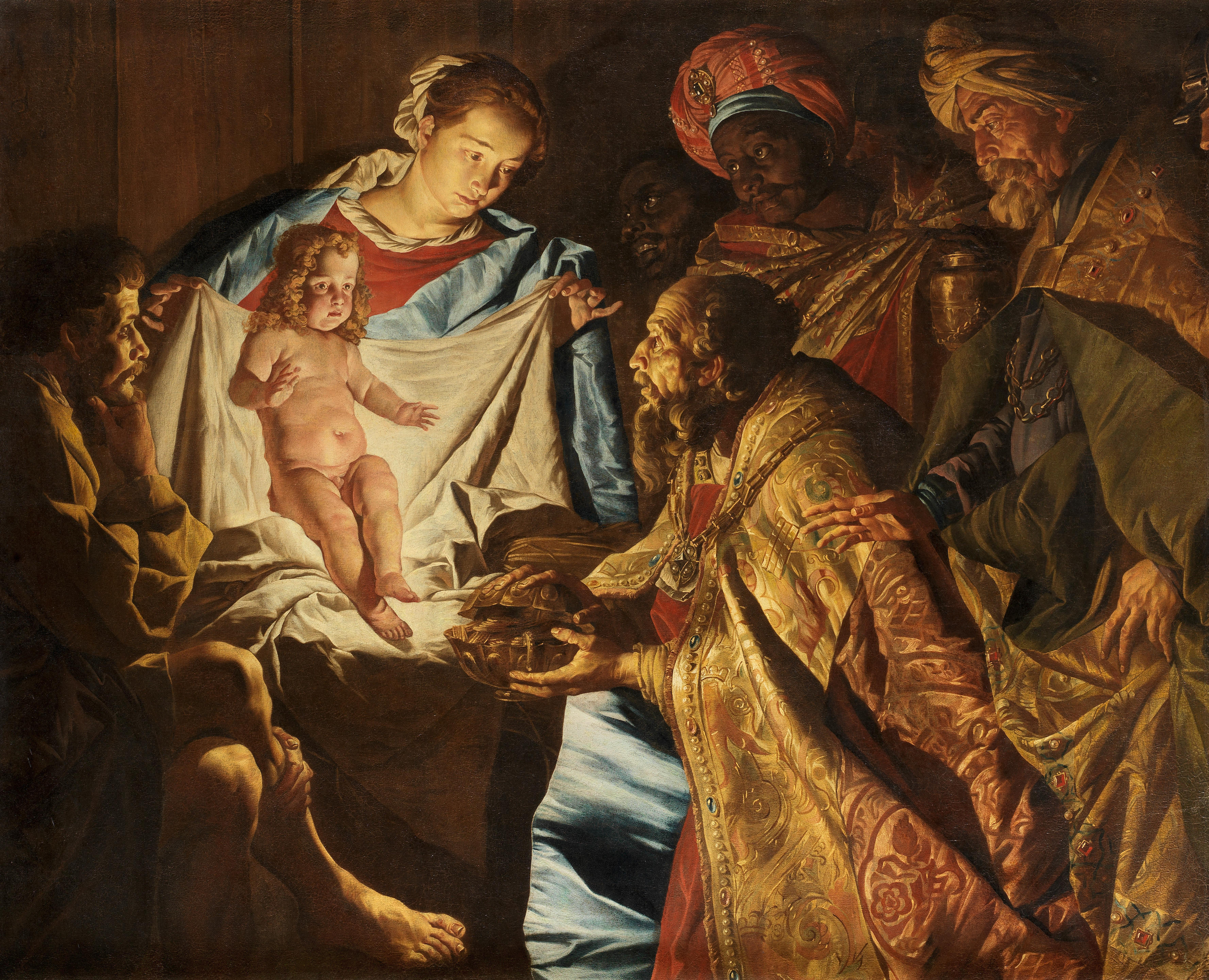
ستایش مغ
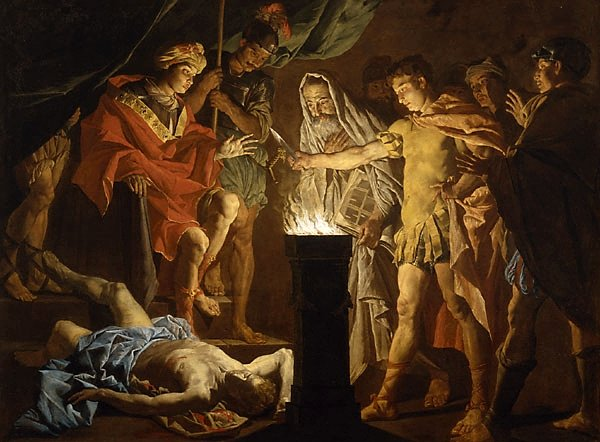
«گائیوس موچوس اسکای‌وولا» در حضور لارس پورسنا
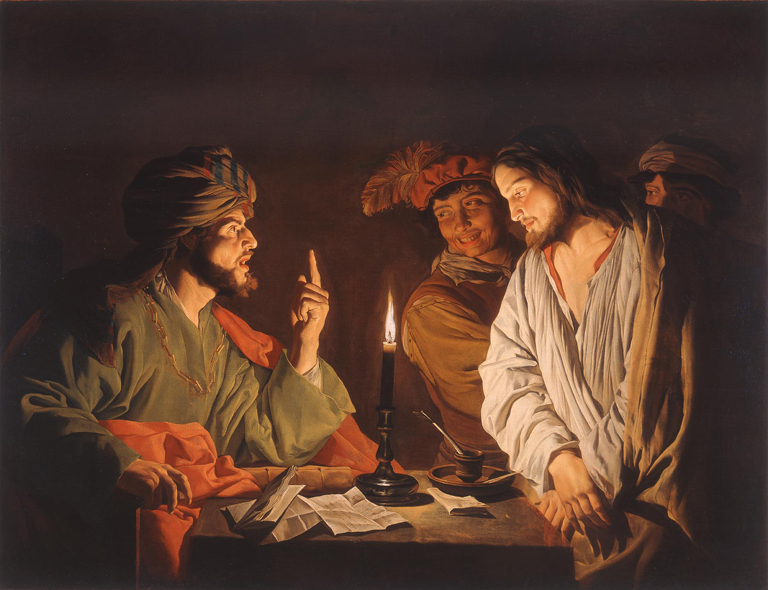
عیسی در حضور قیافا
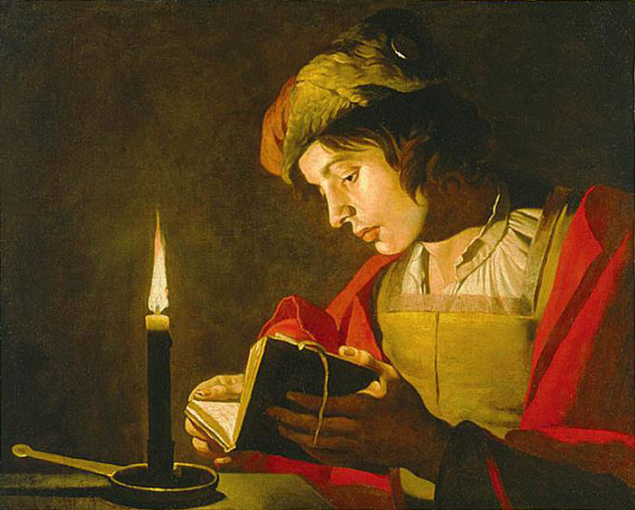
مرد جوانی که در نور شمع کتاب می‌خواند
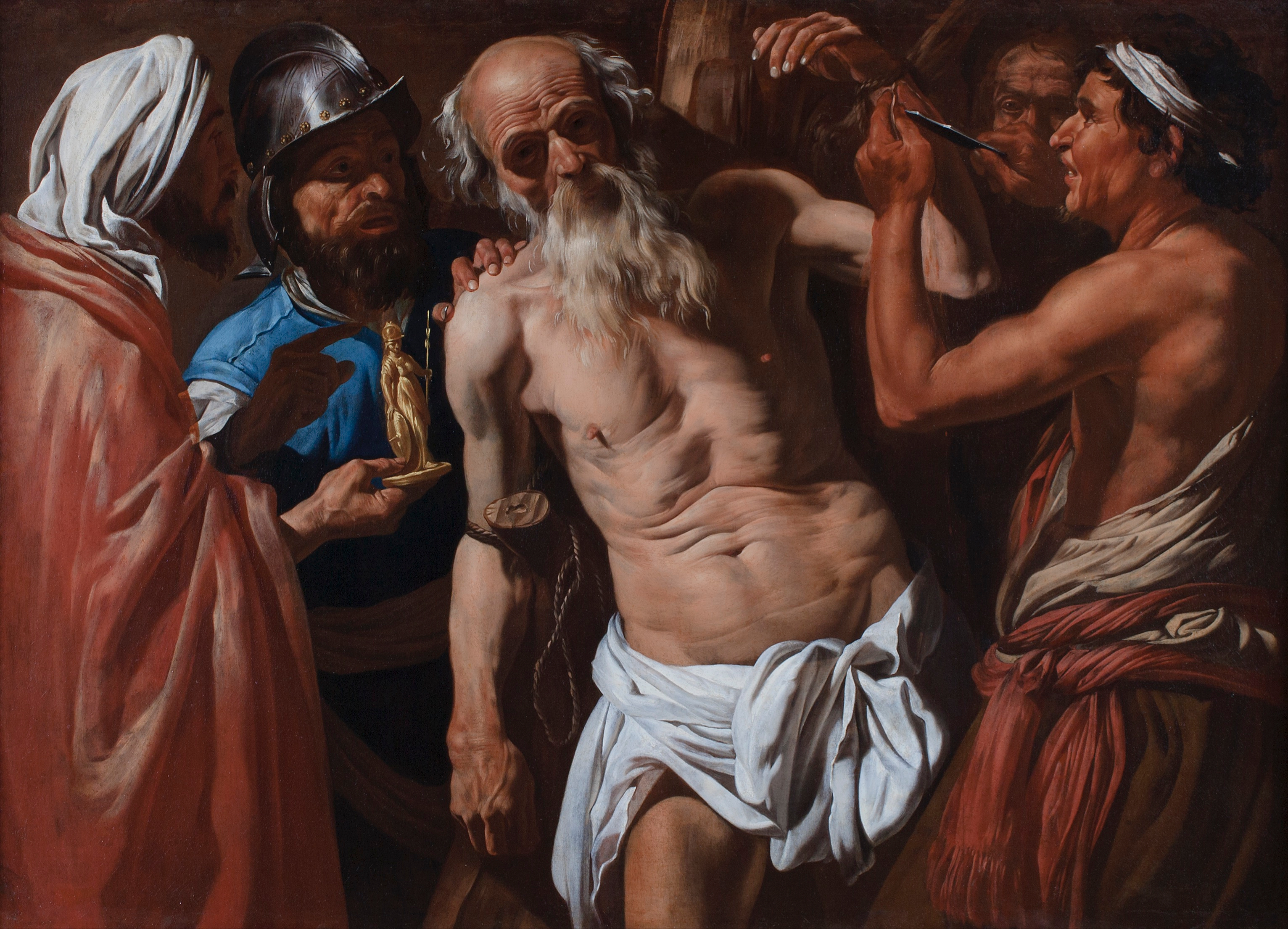
شهادت ناتانائیل
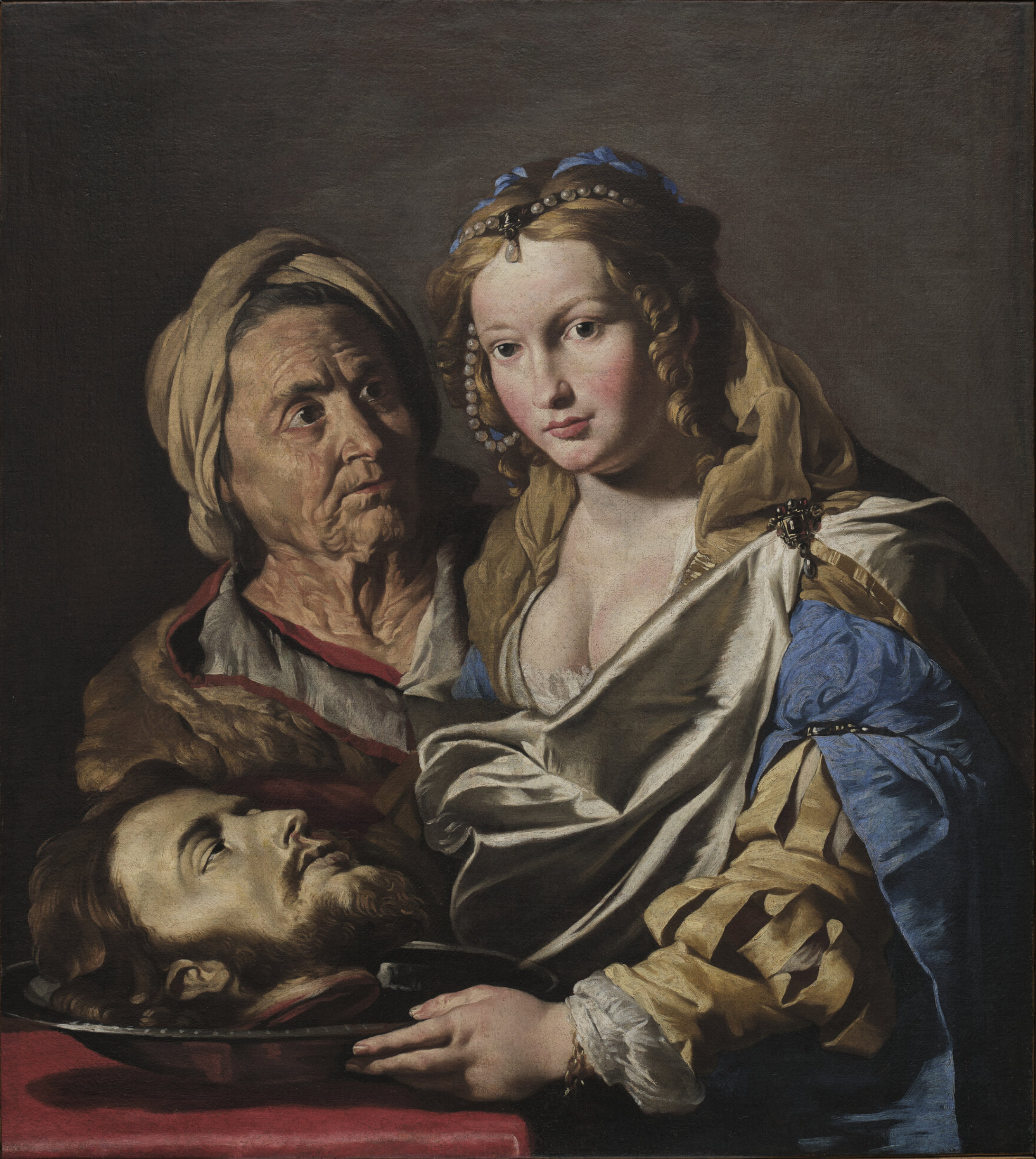
سالومه در کنار سر بریدۀ یوحنای معمدان
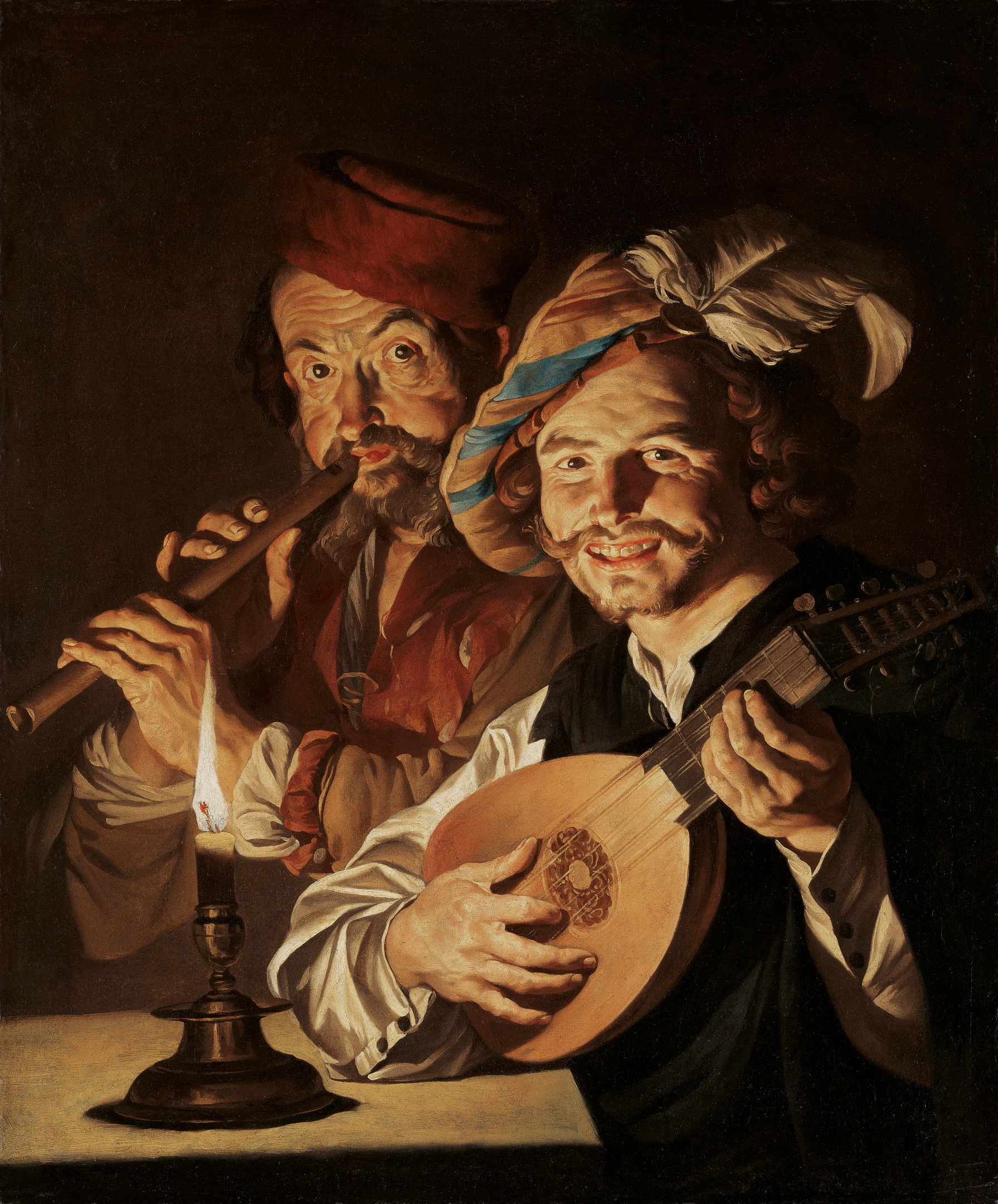
دو موسیقی‌دان
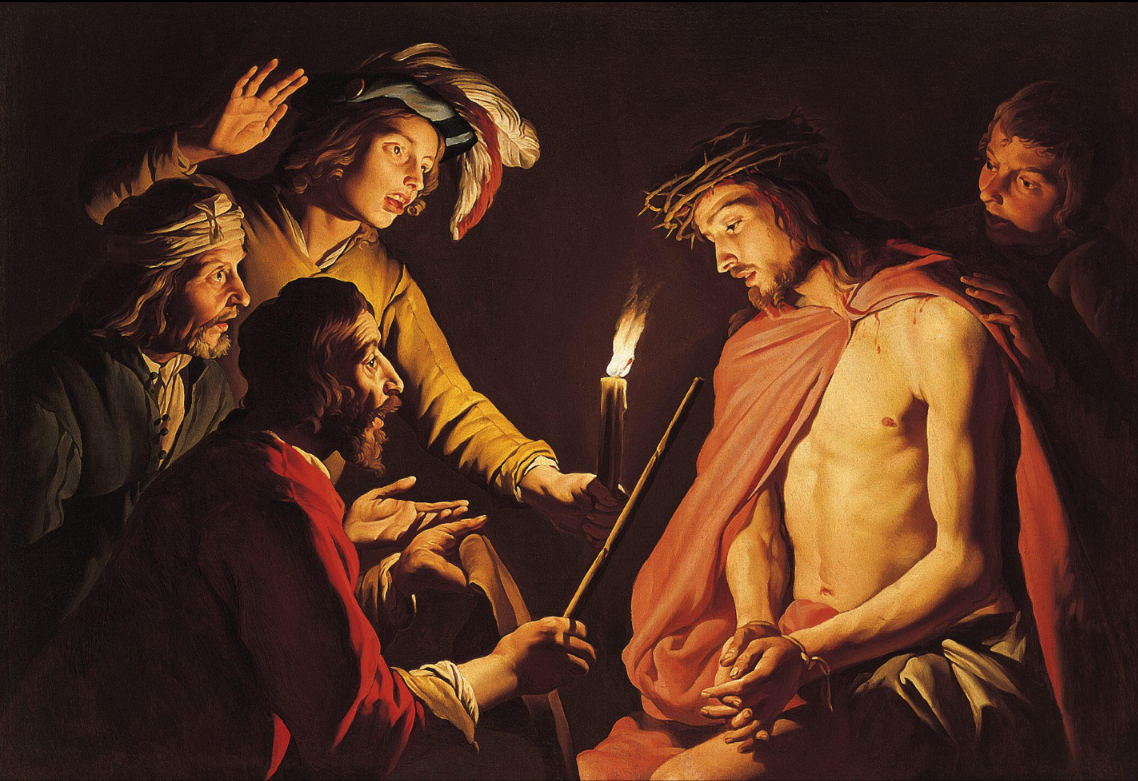
تمسخر مسیح
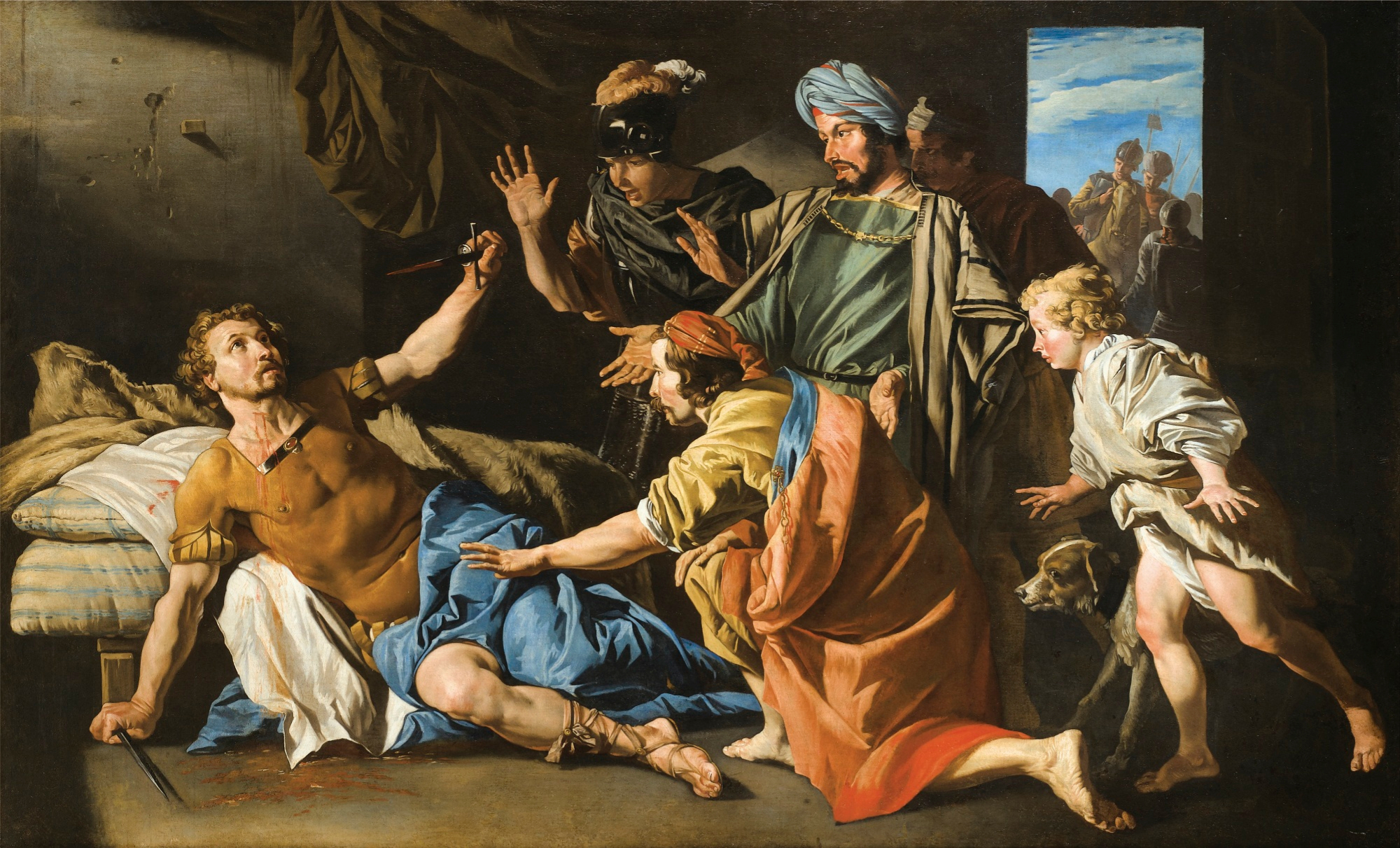
مرگ برتوس
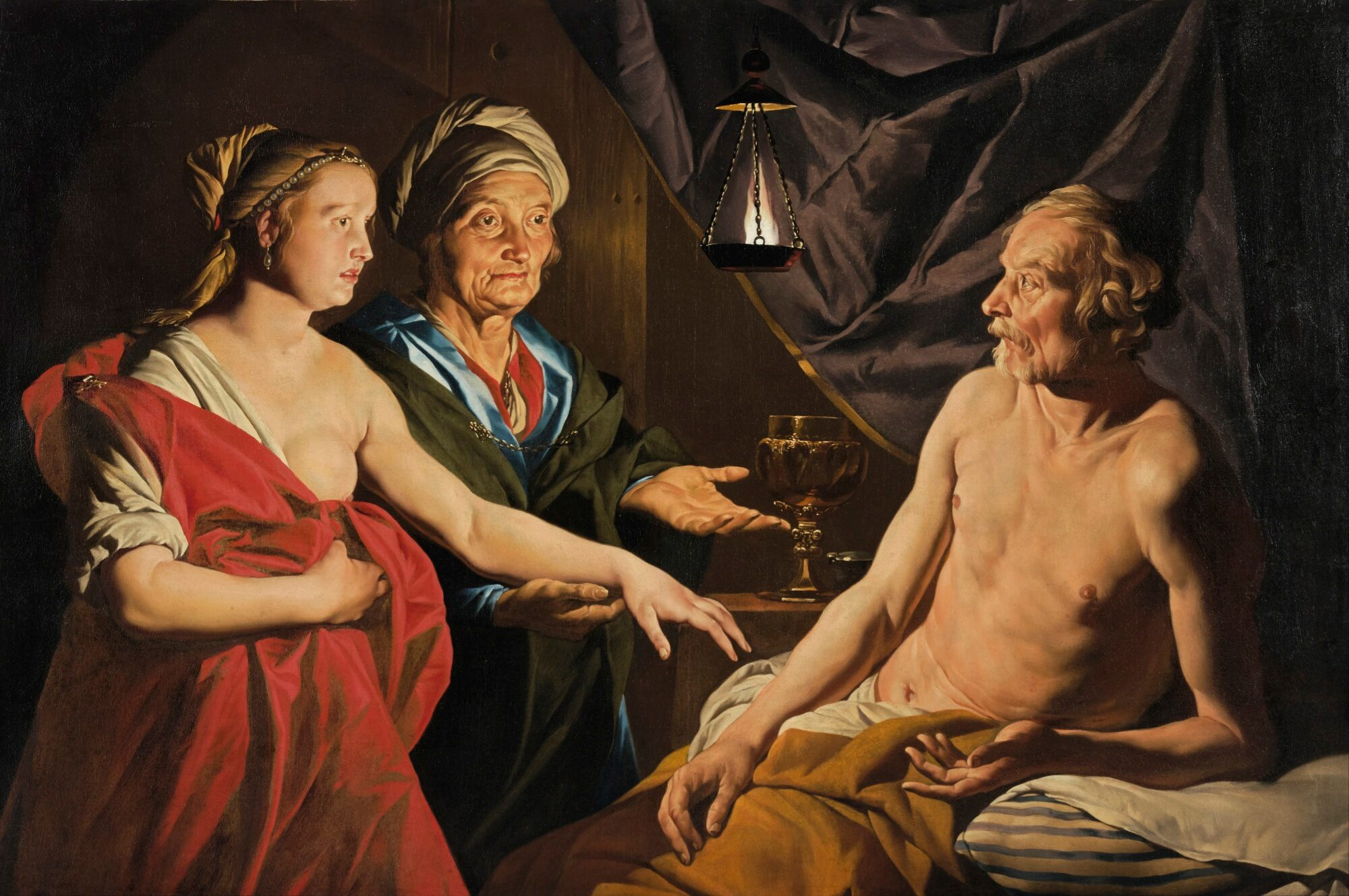
ساره، هاجر را به ابراهیم نشان می‌دهد.